# 마법수
핵물리학에서 마법수는 양성자나 중성자의 껍질이 모두 차서 에너지가 특별히 낮은 핵에서의 그 핵자의 수를 가리킨다. 7개의 마법수가 알려져 있다. (2, 8, 20, 28, 50, 82, 126)(OEIS의 수열 A018226) 그 다음 마법수는 184로 예측되며, 양성자와 중성자의 수가 모두 마법수인 경우 이중 마법이라고도 한다.

## 이중 마법
헬륨-4 (4He), 산소-16 (16O), 칼슘-40 (40Ca), 칼슘-48 (48Ca), 니켈-48 (48Ni), 니켈-56 (56Ni), 주석-100 (100Sn), 주석-132 (132Sn) , 납-208 이 있다. 칼슘-48은 가벼운 원자핵중 중성자가 매우 풍부하며, 주석-132도 양성자가 매우 풍부한 원소이다. 2006년 12월 하슘-270 (270Hs) 이 뮌헨 공대 연구팀에 의해 매우 긴 22 초의 반감기를 가짐이 밝혀졌다.

## 구하는 법
마법수를 구하는 방법은 1 < n < 3 일 때는 a(n)=n*(n+1)*(n+2)/3 이고, 4 <= n <= 7 일 때는 a(n)=n(n^2+5)/3이다.

## 같이 보기
- 초원자